# Championnat d'Angleterre de football 1969-1970
Navigation
Édition précédente Édition suivante
La 71e édition du championnat d'Angleterre de football est remportée par  Everton FC avec 9 points d’avance sur son second, le champion de l’année précédente Leeds United. C’est son septième titre de champion d’Angleterre. Le club de Brian Clough et promu, Derby County termine à une belle quatrième place.
Everton FC se qualifie pour la Coupe des clubs champions en tant que champion d'Angleterre. Chelsea FC, vainqueur de la coupe se qualifie pour la Coupe des vainqueurs de coupe, Manchester City tenant du trophée l'accompagne. Liverpool FC, Leeds United, Newcastle United et Coventry City se qualifient pour la Coupe des villes de foires. Arsenal FC les accompagnent en tant que tenant du trophée. Derby County n'est pas autorisé à participer à la compétition en raison de manquements administratifs.
Le système de promotion/relégation reste en place : descente et montée automatique, sans matchs de barrage pour les deux derniers de première division et les deux premiers de deuxième division. À la fin de la saison Sunderland AFC et Sheffield Wednesday sont relégués en deuxième division. Ils sont remplacés à ce niveau par Huddersfield Town et Blackpool FC.
L'attaquant anglais Jeff Astle, de West Bromwich Albion, remporte le titre de meilleur buteur du championnat avec 25 réalisations.

## Classement
| Rang | Équipe                  | Pts | J  | G  | N  | P  | Bp | Bc | Diff |
| ---- | ----------------------- | --- | -- | -- | -- | -- | -- | -- | ---- |
| 1    | Everton                 | 66  | 42 | 29 | 8  | 5  | 72 | 34 | +38  |
| 2    | Leeds United            | 57  | 42 | 21 | 15 | 6  | 84 | 49 | +35  |
| 3    | Chelsea                 | 55  | 42 | 21 | 13 | 8  | 70 | 50 | +20  |
| 4    | Derby County            | 53  | 42 | 22 | 9  | 11 | 64 | 37 | +27  |
| 5    | Liverpool               | 51  | 42 | 20 | 11 | 11 | 65 | 42 | +23  |
| 6    | Coventry City           | 49  | 42 | 19 | 11 | 12 | 58 | 48 | +10  |
| 7    | Newcastle United        | 47  | 42 | 17 | 13 | 12 | 57 | 35 | +22  |
| 8    | Manchester United       | 45  | 42 | 14 | 17 | 11 | 66 | 61 | +5   |
| 9    | Stoke City              | 45  | 42 | 15 | 15 | 12 | 56 | 52 | +4   |
| 10   | Manchester City         | 43  | 42 | 16 | 11 | 15 | 55 | 48 | +7   |
| 11   | Tottenham Hotspur       | 43  | 42 | 17 | 9  | 16 | 54 | 55 | -1   |
| 12   | Arsenal                 | 42  | 42 | 12 | 18 | 12 | 51 | 49 | +2   |
| 13   | Wolverhampton Wanderers | 40  | 42 | 12 | 16 | 14 | 55 | 57 | -2   |
| 14   | Burnley                 | 39  | 42 | 12 | 15 | 15 | 56 | 61 | -5   |
| 15   | Nottingham Forest       | 38  | 42 | 10 | 18 | 16 | 50 | 71 | -21  |
| 16   | West Bromwich Albion    | 37  | 42 | 14 | 9  | 19 | 58 | 66 | -8   |
| 17   | West Ham                | 36  | 42 | 12 | 12 | 18 | 51 | 60 | -9   |
| 18   | Ipswich Town            | 31  | 42 | 10 | 11 | 21 | 40 | 63 | -23  |
| 19   | Southampton             | 29  | 42 | 6  | 17 | 19 | 46 | 67 | -21  |
| 20   | Crystal Palace          | 27  | 42 | 6  | 15 | 21 | 34 | 68 | -34  |
| 21   | Sunderland              | 26  | 42 | 6  | 14 | 22 | 30 | 68 | -38  |
| 22   | Sheffield Wednesday     | 25  | 42 | 8  | 9  | 25 | 40 | 71 | -31  |

|  | Champion d'Angleterre |
|  | Relégation            |

### Meilleur buteur
- Jeff Astle, West Bromwich Albion, 25 buts[1].

## Bilan de la saison
| Tableau d'Honneur                          |                 |
| Compétition                                | Vainqueur       |
| Championnat d'Angleterre de football       | Everton         |
| Coupe d'Angleterre de football             | Chelsea         |
| Coupe de la Ligue d’Angleterre de football | Manchester City |
| Charity Shield                             | Leeds United    |

| Promotions et relégations |                                    |
| Promus                    | Huddersfield Town Blackpool FC     |
| Relégués                  | Sunderland AFC Sheffield Wednesday |